# オルニトレステス
オルニトレステス（Ornitholestes）は、後期ジュラ紀の北アメリカ大陸に生息していた肉食恐竜の属。全長2メートルから2.5メートル程度の小型の恐竜で、2足歩行性で、トカゲ類や死肉、哺乳類を食べていたと考えられる。

## 概要
1900年にアメリカのワイオミング州、コモ・ブラフ(Como Bluff)で発見され、1903年にヘンリー・フェアフィールド・オズボーンにより記載された。名前は比較的有名であるが、知られている化石の量は少なく、ほとんどの情報はこの模式標本である一体の骨格による。
頭骨は他の小型の獣脚類と比べて比較的がっしりとしており、吻が短く、歯が大きく発達している。顎の関節も丈夫な構造をしている。顎の噛む力はかなり強かったと考えられている。また、上あごの先端には短い突起物があり、生前は短い角を形成していたとされる。しかし、近年の研究ではこの突起は化石化の段階で鼻骨が折れて変形したものを誤認しただけである可能性が指摘されている。なおコエルルスと同属だとされた時期があったものの、研究者によっては現在でも両者は別属だとされており、比較研究もされている。

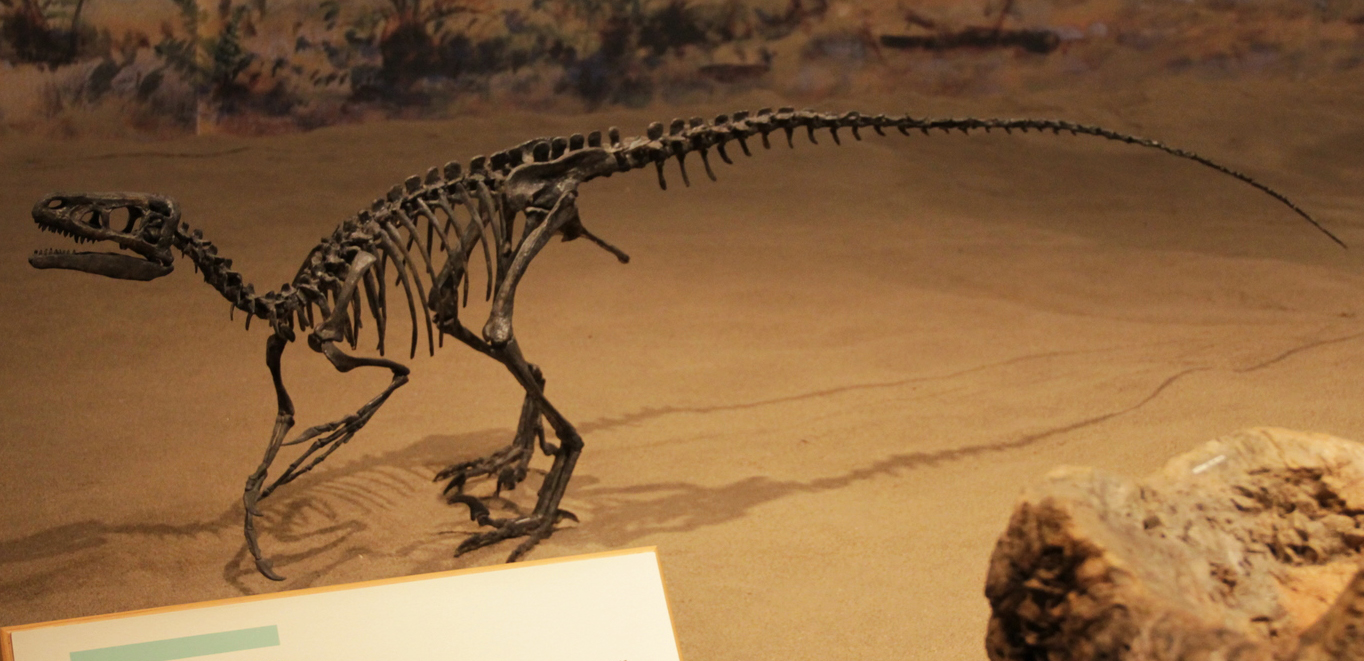
全身骨格キャスト

人とのサイズ比較

前肢は長く、4本の指を持つが一番外側（人間の薬指に相当）はほとんど痕跡のみであり実質は3本。前肢の3本の指のうち、一番内側の指は短く、外側の2本の指が極端に長い。内側の指は人間の親指のように他の指と完全に対向しているわけではないが、長さの違う3本の指を使って物をしっかりとつかむことができたと考えられている。これらの特徴からしても、小動物を襲う活発な捕食者であったといえるであろう。
学名の意味は「鳥を盗む者」・「鳥泥棒」で、この恐竜が同じ頃生息していた始祖鳥を捕食していたと考えられたためであるが、裏付ける化石資料の発見例はなく、上記のように小型の動物を食べていたと見られる。

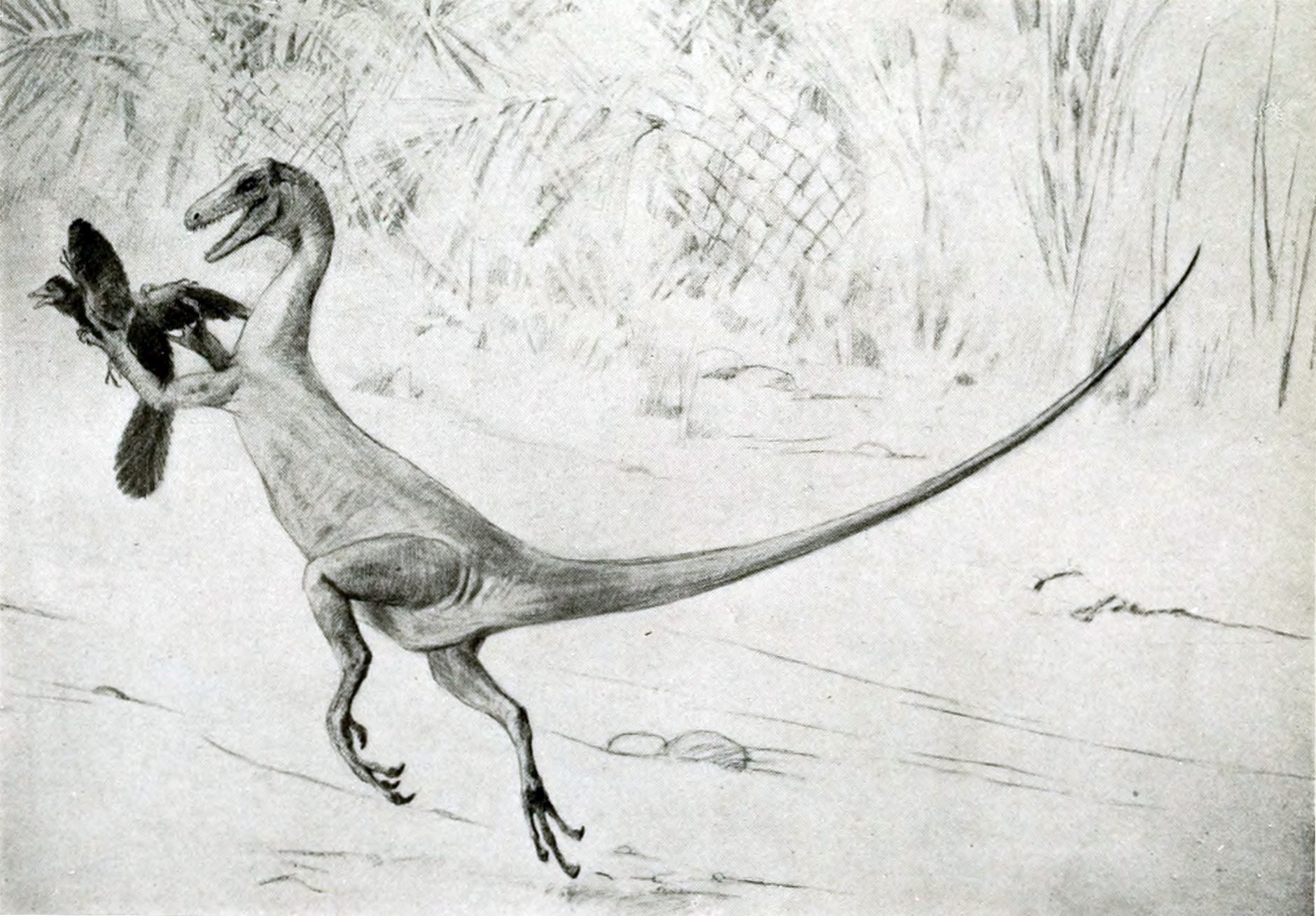
チャールズ・ナイトによる始祖鳥を捕獲している古典的な復元図

また、群れで竜脚類のような大型の獲物を襲う復元図が描かれることもあるが、群れを作ったことを裏付ける証拠はなく自分より大型の恐竜を襲うことは少なかったと考えられている。

## 古生物学
オルニトレステスは小型の肉食動物だったため、主にトカゲやネズミ大の哺乳類、そして恐竜の幼体のような手頃な大きさの小動物を捕食していたと考えられている。またグレゴリー・ポールは自著において本種が円錐形に近い前上顎骨歯(前歯)を使って魚を食べていた可能があるとしている。
体格の割には頭骨に高さがあり、鼻面や歯も短いおかげで頑丈だとされている。それを踏まえ、一部の研究者はオルニトレステスが他の小型獣脚類よりも大きめの獲物を殺すことが可能だと主張した。
かつてオズボーンがティラノサウルスやストルティオミムスと共に本種と思しき前肢の研究を行い、その中で次のように述べた。「オルニトレステスは歯や顎だけでは獲物を殺すのに不十分だったため、その器用に動く長い前肢と鋭い鉤爪でも獲物を襲った。(要約)」しかし後の研究では本研究で扱われた“オルニトレステスの前肢”は、タニコラグレウスの前肢だった事が判明している。ただしオルニトレステスにしろタニコラグレウスにしろ、基盤的なコエルロサウルス類の前肢は基本的に似通っており(腕と指が長く、指の先に鋭い鉤爪を備える)、おそらくオルニトレステスも前肢を同じように使っていたと考えられる。

## 分類
初期のコエルロサウルス類である。コエルルスに近縁であり一般にコエルルス科(coeluridae)とされることが多い。また、同じく鼻先にとさかを持つ原始的なコエルロサウルス類であるプロケラトサウルスと姉妹群であるとされることもある。その一方で、分岐学的な分析では使用するマトリックスによっては側系統とされる場合もある。これら基盤的コエルロサウルス類については情報が乏しく、正確な類縁関係を結論づけることは難しい。